# Marcin Woyczyński
Marcin Ignacy Marian Woyczyński (ur. 14 lipca 1870 w Woroneżu, zm. 25 lipca 1944 w Warszawie) – doktor medycyny, pułkownik lekarz Wojska Polskiego.

## Życiorys
Urodził się jako syn Ignacego i Kazimiery z Szklenników. Był bratem Marii (1873–1962), żony Wacława Stankiewicza (1866–1940). Absolwent Wojskowej Akademii Lekarskiej w Piotrogrodzie. W 1895 roku uzyskał tytuł doktora medycyny. W 1896 roku osiadł w Galicji, a w 1900 roku jego dyplom lekarski został nostryfikowany na Collegium Medicum Uniwersytetu Jagiellońskiego. Przyłączył się do ruchu socjalistycznego, od 1904 roku działał w Organizacji Bojowej PPS. Jego pierwszą żoną była Maria, później zamężna z Józefem Mireckim (1879–1908), także członkiem Organizacji Bojowej PPS, straconym na stokach Cytadeli. W 1906 roku był jednym z organizatorów Akademickiego Klubu Turystycznego we Lwowie. Po upadku rewolucji 1905 roku zamieszkał w Zakopanem. Od 1912 roku był członkiem tamtejszego Związku Strzeleckiego.
Po wybuchu I wojny światowej, wstąpił do Oddziałów Strzeleckich Józefa Piłsudskiego. Rozkazem Komendy Legionów Polskich z 10 października 1914 roku został mianowany lekarzem II batalionu 3 pułku piechoty w składzie II Brygady, a dzień później awansowany do rangi podporucznika lekarza. 3 grudnia 1914 jego batalion został przeniesiony do 2 pułku piechoty w składzie II Brygady. W 1915 roku odbył leczenie w Szpitalu Rezerwowym nr 1 w Wiedniu. 15 grudnia 1915 roku został mianowany porucznikiem lekarzem, za 1 grudnia 1916 kapitanem lekarzem. W 1916 roku pracował jako lekarz w parku amunicyjnym 1 pułku artylerii. Po bitwie pod Rarańczą w lutym 1918 roku był internowany. Po odzyskaniu wolności służył w c. i k. armii.
Po odzyskaniu przez Polskę niepodległości w listopadzie 1918 roku wstąpił do Wojska Polskiego. Został awansowany do stopnia majora od 15 listopada 1918 roku. W szeregach 5 pułku piechoty Legionów brał udział w bitwie o Lwów podczas wojny polsko-ukraińskiej. Następnie uczestniczył w wojnie polsko-bolszewickiej. Pełnił funkcję komendanta Szpitala Załogi w Radomiu (Szpital Garnizonowy Radom) w ramach Dowództwa Okręgu Generalnego „Kielce”. 1 czerwca 1921 roku pełnił służbę w Dowództwie miasta Wilna, pozostając na ewidencji kompanii zapasowej sanitarnej nr 2.
Zweryfikowany w stopniu podpułkownika lekarza ze starszeństwem z dniem 1 czerwca 1919 roku. Po wojnie pełnił służbę w Szpitalu Okręgowym nr 3 w Grodnie (1923), później w 1 pułku piechoty Legionów w Wilnie, pozostając oficerem nadetatowym 3 batalionu sanitarnego. Do 15 maja 1925 roku był „odkomenderowany” do szpitala w Rajczy na stanowisko ordynatora. Z dniem 31 lipca 1925 roku został przeniesiony w stan spoczynku, w stopniu pułkownika, wyłącznie z prawem do tytułu.
W 1928 roku został ponownie powołany do służby czynnej i mianowany lekarzem przybocznym Generalnego Inspektora Sił Zbrojnych, marszałka Józefa Piłsudskiego. Sprawował opiekę nad marszałkiem podczas kuracji antyartretycznej w tym właśnie roku. Towarzyszył mu również podczas podróży zagranicznych; w tym w sierpniu 1928 roku do Rumunii, od 15 grudnia 1930 do 29 marca 1931 roku towarzyszył mu podczas pobytu na portugalskiej Maderze oraz od 1 marca do 22 kwietnia 1932 roku w Egipcie, do Włoch. 22 grudnia 1931 roku awansował na rzeczywistego pułkownika ze starszeństwem z dniem 1 stycznia 1932 roku i 1. lokatą w korpusie oficerów sanitarnych, grupa lekarzy.
Woyczyński był wieloletnim przyjacielem marszałka. Zamieszkiwał przy Alejach Ujazdowskich w Warszawie, przebywając w jego otoczeniu. Woyczyński wykazywał zaniepokojenie stanem zdrowia Piłsudskiego, a konkretnie wątroby. 12 kwietnia 1935 roku, miesiąc przed śmiercią Piłsudskiego, ustąpił z funkcji lekarza przybocznego. Odejście ze stanowiska miało się wiązać z kontaktami jego żony z przedstawicielami ruchu komunistycznego (Stefania Sempołowska, Wanda Wasilewska) oraz zachodzącym podejrzeniem infiltracji Woyczyńskich przez wywiad sowiecki bądź nawet współpracy z nim. Z dniem 31 sierpnia został przeniesiony w stan spoczynku.
Marcin Woyczyński był żonaty z Ludwiką z Karpińskich (1872–1937), która była doktorem psychologii.
Pochowany na Cmentarzu Wojskowym na Powązkach (kwatera A 19-4-25).

## Ordery i odznaczenia
- Krzyż Komandorski Orderu Odrodzenia Polski (19 marca 1936)[18][19][20]
- Krzyż Niepodległości z Mieczami (24 października 1931)[18][21][22]
- Krzyż Oficerski Orderu Odrodzenia Polski (10 listopada 1928)[23][18]
- Krzyż Walecznych (dwukrotnie)[18]
- Złoty Krzyż Zasługi (17 marca 1930)[18][24][25]
- Medal Pamiątkowy za Wojnę 1918–1921[18]
- Medal Dziesięciolecia Odzyskanej Niepodległości[18]
- Odznaka Pamiątkowa Generalnego Inspektora Sił Zbrojnych (12 maja 1936)

- Krzyż Komandorski z Gwiazdą Orderu Korony Rumunii (Rumunia)[18]
- Medal 10 Rocznicy Wojny Niepodległościowej (Łotwa, 1933)[26]